# 民間記者會

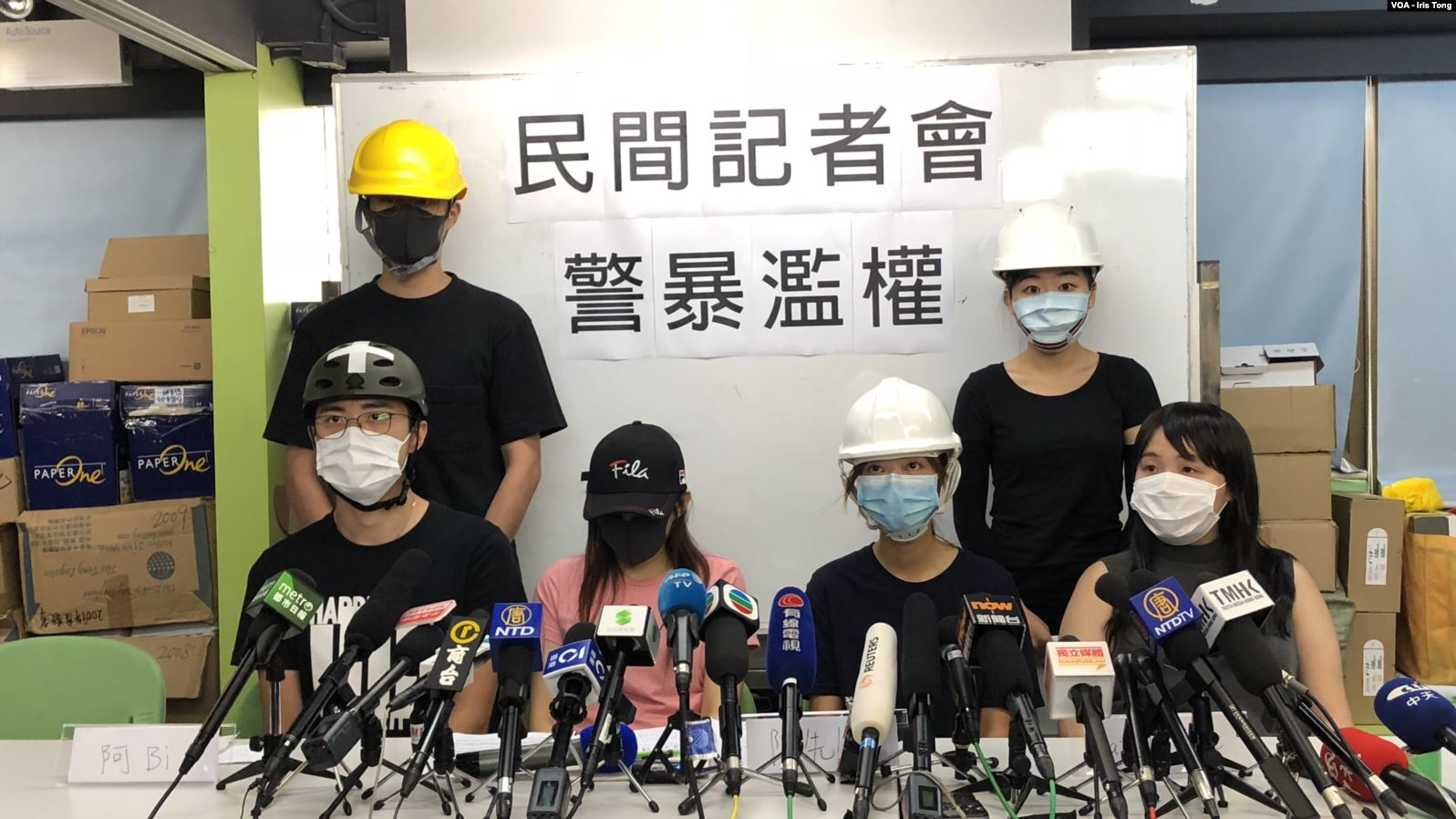
2019年8月8日「警暴濫權」民間記者會

民間記者會，是香港LIHKG討論區會員於反對修訂逃犯條例運動期間發起的記者會。由2019年8月至2020年6月30日港版國安法通過後首日，共舉辦四十場民間記者會，內容主要包括重申示威者的訴求和批評警察濫用權力的行為。記者會以粵語及英語進行，並有手語即時傳譯。

## 背景
2019年8月5日香港三罷行動後，政府宣佈香港警察將每日舉行記者會，而政府亦會不時舉行跨部門新聞發布會。一些示威者決定舉行民間記者會，以制衡政府的記者會。
有別於過往香港政府及機構等舉辦之記者會，每場民間記者會也特意安排由基進報導提供之即場手語翻譯，務求令過往被一般記者會忽視的聾人群體也能接觸這次運動的第一手資訊。民間記者會的成員均使用化名，例如「郭殤」、「武國輕」、「毛刑責」、「齊自保」和「吳挨打」等。
東週刊引述消息人士透露，這個自稱「無大台」的記者會，背後原來跟一班泛民議員關係千絲萬縷，最少四名搞手或發言人，分別是立法會議員邵家臻、梁繼昌及朱凱廸的助理、前助理或盟友，以及民主黨區議員伍凱欣的前助理。

## 記者會內容
除第一、第二十六、第三十五次及第三十九次外，每次記者會均有特定主題，詳見下表：
| 次數 | 日期           | 主題                                        | 內容 | 資料來源                    |
| ---- | -------------- | ------------------------------------------- | --- | --------------------------- |
| 1    | 2019年8月6日   | --                                          | 重申示威者的五大訴求、要求調查警方濫用權力的行為及元朗襲擊事件。 | [ 11 ] [ 12 ]               |
| 2    | 2019年8月8日   | 踐踏法治 警暴濫權 以謊言和子彈治港          | 主辦方邀請了數名受影響的市民（包括孕婦）講述警察清場行動所帶來的負面影響。 | [ 13 ] [ 14 ]               |
| 3    | 2019年8月12日  | 「豬嘴」背後，香港人保護香港人              | 批評警方的清場行動導致一名女示威者永久失去視力，以及裝扮示威者作出拘捕行動。 | [ 15 ]                      |
| 4    | 2019年8月15日  | 官警黑亂港禍經濟                            | 批評政府將經濟下滑的責任歸咎示威者。 | [ 16 ] [ 17 ] [ 18 ] [ 19 ] |
| 5    | 2019年8月19日  | 公民權利大倒退                              | 批評警方以「反對通知書」和「極短的遊行路線」阻撓遊行示威、剝奪被捕人士應有的權利。 | [ 20 ]                      |
| 6    | 2019年8月21日  | 警察濫暴執行私刑 人道寒冬義憤民誠           | 批評警方暴力對待一名被捕老翁及示威者行使私刑。 | [ 21 ]                      |
| 7    | 2019年8月22日  | 民調敲響施政警鐘 監控城市：香港             | 發佈 818 遊行民意調查結果，反駁「示威者對社會無建樹」的言論。 | [ 22 ]                      |
| 8    | 2019年8月29日  | 門內假對話，門外真開槍                      | 邀請於雨傘運動及保留皇后碼頭事件中曾與林鄭月娥對話的岑敖暉、梁麗幗和馮炳德為嘉賓。中途播送了811遊行中眼部受傷的少女的短片，澄清不實消息及感謝各界的關心。發言人亦回應民陣召集人岑子遇襲，批評政府製造白色恐怖。    | [ 23 ] [ 24 ] [ 25 ]        |
| 9    | 2019年9月4日   | 重申「五大訴求，缺一不可」                  | 批評林鄭月娥該日較早時宣布撤回條例草案太遲，並強調「五大訴求，缺一不可」原則。 | [ 26 ]                      |
| 10   | 2019年9月6日   | 國際同盟：香港民權及人道危機                | 質疑林鄭「撤回」修例是「以退為進的糖衣毒藥」，並希望國際關注香港民權及人道問題。 | [ 27 ]                      |
| 11   | 2019年9月9日   | 假執法之名，行戒嚴之實                      | 批評警方強行中止合法集會，以及不預留時間給市民疏散，造成混亂。 | [ 28 ]                      |
| 12   | 2019年9月14日  | 黨鐵是怎樣煉成的                            | 播放太子站襲擊事件中傷者的片段，反駁警方及港鐵的說法，以及解釋不合作運動的理念。 | [ 29 ] [ 30 ]               |
| 13   | 2019年9月20日  | 法治淪喪，人民自衞                          | 批評警方縱容黑社會份子襲擊市民，解釋2019年9月炮台山及北角衝突中市民自衛還擊的原因。 | [ 31 ] [ 32 ] [ 33 ] [ 34 ] |
| 14   | 2019年9月24日  | 13萬人的怒吼 ：重組警隊 刻不容緩            | 公佈網上民調結果，要求解散警隊以及回應《反蒙面法》。 | [ 35 ]                      |
| 15   | 2019年9月25日  | 自由起義全球抗共                            | 邀請來自不同國家的示威者分享各地反送中運動的情況。建議其他示威者以「全球反極權」取代「赤納粹」為主題，以免觸犯西方國家的文化禁忌。                                                                                 | [ 36 ] [ 37 ]               |
| 16   | 2019年9月30日  | 十月一號，賀佢老母                          | 批評警方於929全球反極權大遊行使用暴力鎮壓示威者，企圖令市民不敢參與於10月1日舉辦的遊行。記者會希望市民仍然願意參與10月1日的遊行。                                                                                  | [ 38 ]                      |
| 17   | 2019年10月2日  | 自由之心不死，奈何以槍斃之                  | 批評警方於10月1日多區示威中發射六槍實彈，更於荃灣擊中一名中五學生胸口。 | [ 39 ]                      |
| 18   | 2019年10月3日  | 獨裁港府《緊急法》攬炒 香港人決不屈隨時奉陪 | 批評政府企圖透過《緊急法》跨過正常立法程序之行政手段訂立《禁蒙面法》，企圖嚇怕示威者。 | [ 40 ]                      |
| 19   | 2019年10月11日 | 民調結果發佈：和勇同心 核爆不分             | 公佈在實施《禁蒙面法》後，透過網絡進行之民調。顯示《禁蒙面法》並沒有嚇退示威者，反而使和理非與勇武示威者更團結。                                                                                                   | [ 41 ] [ 42 ]               |
| 20   | 2019年10月17日 | 居高不仁 還政於民                           | 邀請多位來自土地房屋、社福、醫療、教育、創科、古蹟文物保育及金融業等界別之專業人仕，回應特首最新發表之施政報告。發言人批評施政報告漠視社會問題的根本及無回應民間的五大訴求，無助解決社會矛盾。                     | [ 43 ] [ 44 ]               |
| 21   | 2019年10月28日 | 暴政面前 不分族裔，憑藉良心 真香港人        | 邀請多位少數族裔嘉賓分享參與反送中運動的經歷。 | [ 45 ]                      |
| 22   | 2019年11月1日  | 看不見的人道危機                            | 公佈有關示威者精神健康的調查結果。結果顯示有逾3成受訪者有情緒困擾的問題，記者會指情況令人擔憂。並邀請示威者和民間組織分享情緒困擾的個案。                                                                          | [ 46 ] [ 47 ]               |
| 23   | 2019年11月4日  | 魔警濫權，人神共憤；公僕同僚，恥與為伍      | 邀請救護人員講述進行救援時被警察阻撓的經歷 | [ 48 ]                      |
| 24   | 2019年11月6日  | 阻礙救援 魔警謀殺 全民集氣 天佑梓樂         | 質疑警方於周梓樂墮樓事件中拖延救援，並大眾為周同學祈禱。 同時呼籲全民口罩，及各行各業盡快組成工會準備日後罷工行動。                                                                                                | [ 49 ]                      |
| 25   | 2019年11月9日  | 梓樂枉死 真相未明 警謊濫暴 謀殺港人         | 回應周梓樂逝世事件及11月8日晚上各區發生之衝突及警暴情況 | [ 50 ]                      |
| 26   | 2019年11月11日 | --                                          | 回應11月10日晚上及11月11日黎明行動之各區發生之衝突及警暴情況 | [ 51 ]                      |
| 27   | 2019年11月21日 | 魔警圍城 萬人援救 和勇聯手 黎明起義         | 回應警方在香港中文大學衝突與香港理工大學衝突所造成的人道危機。 | [ 52 ] [ 53 ] [ 54 ]        |
| 28   | 2019年12月3日  | 暴政矯詐冤未雪 訴求未竟誓不休               | 批評行政長官林鄭月娥考慮成「獨立檢討委員會」是混淆公眾視聽，重申市民要求的是一個真正獨立和公正的「獨立調查委員會」。記者會表示民主派在區議會選擇大勝反映了大部分市民爭取「五大訴求」的決心和會繼續以不同方式抗爭。 | [ 55 ] [ 56 ]               |
| 29   | 2019年12月23日 | 逆權運動現生機 素人工會抗強權               | 指他們正籌備多個新工會，呼籲市民加入工會，以便可以住一步籌備罷工，對抗政權。 | [ 57 ] [ 58 ]               |
| 30   | 2020年1月13日  | 黃色經濟起革命 良心消費衛我城               | 呼籲香港人將抗爭融入生活，新年期間出席各區的「和你宵」活動及年宵嘉年華，以行動支持良心店主。 | [ 59 ]                      |
| 31   | 2020年1月27日  | 無能政權 引毒入境 全港抗疫 市民自救         | 批評港府抗疫不力，要求政府回應禁止旅客經中國入境等訴求。 | [ 60 ] [ 61 ]               |
| 32   | 2020年2月19日  | 魯莽高屠 江心補漏 缺乏裝備 前線自救         | 公布《香港公立醫院防疫配給調查》統計結果，並邀請李國麟及一些醫護人員擔任嘉賓。 | [ 62 ]                      |
| 33   | 2020年2月25日  | 功能組別 每席必爭 光復議會 時代戰役         | 呼籲各界符合資格的專業人士，登記成為功能組別選民，爭取民主派議員於立法會整體議席過半數。 | [ 63 ]                      |
| 34   | 2020年3月19日  | 舊例借屍 污衊抗爭 魔警僭權 律政幫兇         | 回應事件及解釋《反恐條例》及《基本法二十三條》，如何損害港人的自由和權利。 | [ 64 ] [ 65 ]               |
| 35   | 2020年3月24日  | --                                          | 公佈立法會選舉的前期民意調查結果。 | [ 66 ]                      |
| 36   | 2020年5月15日  | 香港人唔收貨 立即調查重組                   | 轟監警會報告淡化警暴，須獨立調查警隊制度腐化等問題。 | [ 67 ] [ 68 ]               |
| 37   | 2020年5月20日  | 文革重臨淘學子                              | 批評港府政治凌駕教育專業。 | [ 69 ]                      |
| 38   | 2020年5月22日  | 國安僭立 兩制消忘 誓守自由 忘身後身         | 斥中共將「高度自治謊言一手撕破」，呼籲港人要堅守「國際戰線」。 | [ 70 ]                      |
| 39   | 2020年5月28日  | --                                          | 公布「港區國安法」民意調查結果，指近 99% 受訪者反對在港落實國安法。 | [ 71 ]                      |
| 40   | 2020年6月30日  | 一息尚存 抗爭到底                           | 呼籲港人出席七一遊行，繼續對外宣示抗爭意志。 | [ 72 ]                      |

## 爭議

### 代表性
有傳媒於第一次民間記者會期間，質疑主辦方能否代表一眾示威者。主辦方回應指民間記者會僅為一個市民發表言論的平台，並沒有任何權力、亦不能代表任何示威者。
對於第三十三次「功能組別 每席必爭 光復議會 時代戰役」和第三十五次民間記者會，有本土派的網民認為民間記者會已經成為了泛民議員宣傳同年立法會選舉的工具，失去了原有的意義。

## 軼事
有支持警方人士仿傚民間記者會舉辦「人間記者會」，邀請因曾出手扯開示威者面罩的人士講述被打經過。